# Matías Espinoza
Matías David Espinoza Acosta (Asunción, Paraguay; 19 de septiembre de 1997) es un futbolista paraguayo. Juega de centrocampista o lateral por el carril izquierdo y su equipo actual es el Club Libertad de la Primera División de Paraguay. Es internacional con la selección de fútbol de Paraguay.

## Trayectoria
Comenzó en las categorías inferiores del Club Libertad. Debutó en el año 2016, en el Club General Caballero Z.C.. Luego pasó al Club General Díaz en el año 2017, y desde mediados del 2018 se incorporó al Club Libertad.

## Selección nacional
Debutó con la selección de Paraguay en 2019, en 2024 hizo parte de la convocatoria para la Copa América 2024.

### Participaciones en Copa América
| Copa              | Sede           | Resultado      | Partidos | Goles |
| ----------------- | -------------- | -------------- | -------- | ----- |
| Copa América 2024 | Estados Unidos | Fase de grupos | 2        | 0     |

## Estadísticas
Actualizado al último partido disputado el 27 de enero de 2023
| Club                       | Div.          | Temporada     | Liga  | Liga  | Copas nacionales | Copas nacionales | Copas internacionales | Copas internacionales | Total | Total |
| Club                       | Div.          | Temporada     | Part. | Goles | Part.            | Goles            | Part.                 | Goles                 | Part. | Goles |
| -------------------------- | ------------- | ------------- | ----- | ----- | ---------------- | ---------------- | --------------------- | --------------------- | ----- | ----- |
| General Caballero Paraguay | 1.ª           | 2016          | 33    | 4     | —                | —                | —                     | —                     | 33    | 4     |
| General Caballero Paraguay | Total club    | Total club    | 33    | 4     | 0                | 0                | 0                     | 0                     | 33    | 4     |
| General Díaz Paraguay      | 1.ª           | 2017          | 7     | 2     | —                | —                | —                     | —                     | 7     | 2     |
| General Díaz Paraguay      | 1.ª           | 2018          | 19    | 2     | —                | —                | 2                     | 1                     | 21    | 3     |
| General Díaz Paraguay      | Total club    | Total club    | 26    | 4     | 0                | 0                | 2                     | 1                     | 28    | 5     |
| Libertad Paraguay          | 1.ª           | 2018          | 13    | 3     | —                | —                | 2                     | 0                     | 15    | 3     |
| Libertad Paraguay          | 1.ª           | 2019          | 31    | 0     | —                | —                | 6                     | 1                     | 37    | 1     |
| Libertad Paraguay          | 1.ª           | 2020          | 20    | 1     | —                | —                | 8                     | 2                     | 28    | 3     |
| Libertad Paraguay          | 1.ª           | 2021          | 18    | 1     | —                | —                | 11                    | 0                     | 29    | 1     |
| Libertad Paraguay          | 1.ª           | 2022          | 30    | 0     | —                | —                | 3                     | 0                     | 33    | 0     |
| Libertad Paraguay          | 1.ª           | 2023          | 1     | 0     | —                | —                | 0                     | 0                     | 1     | 0     |
| Libertad Paraguay          | Total club    | Total club    | 113   | 5     | 0                | 0                | 30                    | 3                     | 143   | 8     |
| Total carrera              | Total carrera | Total carrera | 172   | 13    | 0                | 0                | 32                    | 4                     | 204   | 17    |

## Palmarés

### Títulos nacionales
| Título                       | Club     | País     | Año    |
| ---------------------------- | -------- | -------- | ------ |
| Copa Paraguay                | Libertad | Paraguay | 2019   |
| Primera División de Paraguay | Libertad | Paraguay | 2021-A |
| Primera División de Paraguay | Libertad | Paraguay | 2022-A |